# Водянский сельский совет (Софиевский район)
Водянский сельский совет (укр. Водянська сільська рада) — бывшая административно-территориальная единица в составе
Софиевского района, Днепропетровская область, УССР, СССР.
Сельский совет создан в 1925 году, ликвидирован в 1987 году.
Административный центр сельского совета находился в селе Водяное.

## История
- 1925 — дата образования.
- 1 сентября 1946 года — изменён административно-территориальный состав
- 1 января 1972 года — изменён административно-территориальный состав
- 1 января 1979 года — изменён административно-территориальный состав
- 1987 — дата ликвидации.

## Населённые пункты совета

### На 1946 год
- село Весёлое Поле
- село Водяное
- хутор Грушки
- хутор Дачный
- хутор Девладово
- хутор Зелёный Гай
- хутор Мало-Сергеевка
- хутор Ново-Петровка
- хутор Ново-Софиевка
- хутор Шевченко
- железнодорожный разъезд Приворот (присоединён к Весёлому Полю)

### На 1974 год
- село Водяное
- посёлок Девладово
- село Весёлое Поле
- село Гончарово
- село Грушки
- село Дачное
- село Долговка
- село Зелёный Гай
- село Ковалёво
- село Кринички
- село Марье-Дмитровка
- село Еленовка
- село Сосновка
- село Спокойствие
- село Червоное Поле
- село Червоный Жовтень
- село Червоный Яр

### На 1979 год
- село Водяное
- село Весёлое Поле
- село Гончарово
- село Грушки
- посёлок Девладово
- село Долговка
- село Зелёный Гай
- село Ковалево
- село Кринички
- село Марье-Дмитровка
- село Спокойствие
- село Червоное Поле
- село Червоный Яр